# Lote Uno Fracción Navidad
Lote Uno Fracción Navidad är en ort i Mexiko.   Den ligger i kommunen Galeana och delstaten Nuevo León, i den centrala delen av landet, 600 km norr om huvudstaden Mexico City. Lote Uno Fracción Navidad ligger 1 883 meter över havet och antalet invånare är 172.
Terrängen runt Lote Uno Fracción Navidad är en högslätt. Runt Lote Uno Fracción Navidad är det mycket glesbefolkat, med 5 invånare per kvadratkilometer. Närmaste större samhälle är Aquiles Serdán, 9,7 km sydväst om Lote Uno Fracción Navidad. Omgivningarna runt Lote Uno Fracción Navidad är i huvudsak ett öppet busklandskap.